# Lucio Cecilio Metello (console 68 a.C.)
Lucio Cecilio Metello (in latino Lucius Caecilius Metellus; 130 a.C. – 68 a.C.) è stato un politico romano.

## Origini familiari
Lucio Cecilio Metello nacque in una famiglia molto influente negli ultimi anni della Repubblica, che diede i natali a numerosi consoli. Il padre di Lucio era Gaio Cecilio Metello Caprario (console nel 113 a.C.) mentre suo nonno era Quinto Cecilio Metello Macedonico (console nel 143 a.C.). Lucio aveva due fratelli e una sorella: Quinto (console nel 69 a.C.), Marco (pretore nel 69 a.C.) e Cecilia Metella, moglie di Gaio Licinio Verre (pretore nel 74 a.C.).

## Biografia
Fu pretore nel 71 a.C. e successe a Gaio Licinio Verre nel governo della Sicilia, dove rimase anche l'anno successivo come propretore, ristabilendo la legge e l'ordine e combattendovi con successo i pirati che ne infestavano i mari.
Fu eletto console per l'anno 68 a.C. con Quinto Marcio Re, ma morì all'inizio del suo anno consolare.